# Neoclosterus boppei
Neoclosterus boppei är en skalbaggsart som beskrevs av Reé Michel Quentin och Jean François Villiers 1969. Neoclosterus boppei ingår i släktet Neoclosterus och familjen långhorningar. Inga underarter finns listade i Catalogue of Life.